# Стыборовка
Стыборовка (укр. Стиборівка) — село в Подкаменской поселковой общине Золочевского района Львовской области Украины.
Население по переписи 2001 года составляло 419 человек. Занимает площадь 0,918 км². Почтовый индекс — 80674. Телефонный код — 3266.

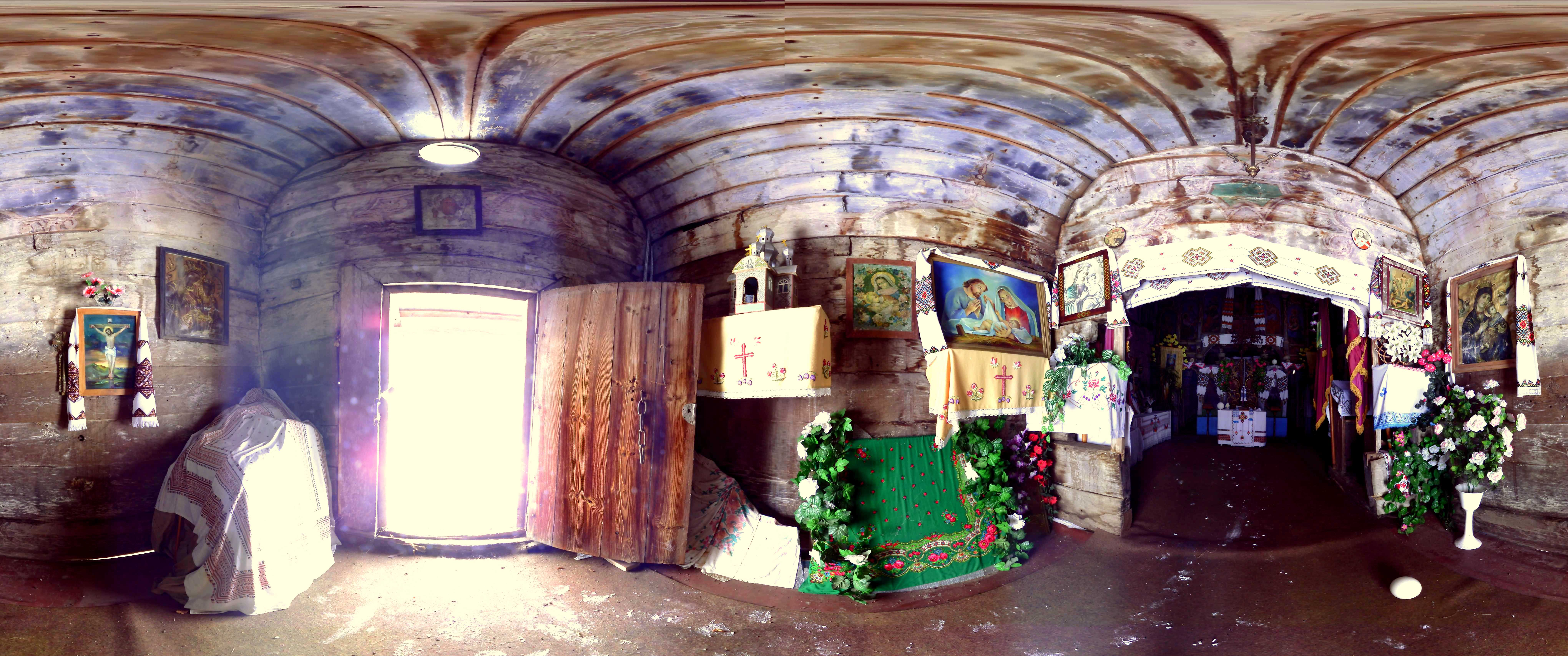
Интерьер Рожденственской церкви 1702 года